# Fox Racing
Fox Racing är ett amerikanskt företag som tillverkar motocrossutrustning och kläder. Det är känt för sina kvalitetshjälmar Fox V3.